# Рудин, Владимир Николаевич
Владимир Николаевич Рудин (7 сентября 1936 года, Челябинск, СССР — 7 июня 2016, Миасс, Челябинская область, Россия) — советский, российский инженер, учёный в области ракетостроения, участник создания стратегических ракетных комплексов подводных лодок ВМФ СССР и ВМФ России (ГРЦ им. академика В. П. Макеева). Доктор технических наук (1998). Профессор Южно-Уральского государственного университета (филиал ЮУрГУ в городе Миассе). Лауреат Государственной премии СССР (1981). Награждён орденами Трудового Красного Знамени (1971, 1978), медалями. Автор 70 изобретений и патента.

## Биография
Родился в городе Челябинск (РСФСР, СССР) 7 сентября 1936 года.
В 1961 году окончил Челябинский политехнический институт (ЧПИ): инженер-механик. С 1961 года — в городе Миасс Челябинской обл., в СКБ № 385 (с 1966 года — КБ машиностроения, с 1993 года — Государственный ракетный центр): инженер-конструктор, начальник группы, начальник сектора, начальник отдела (1981—2002), главный научный сотрудник (2002—2004).
Участник разработки боевых блоков морских ракетных комплексов 2-го и 3-го поколений.
Автор 70 изобретений, из которых 25 — внедрены. Автор патента.
С 2004 года — заведующий кафедрой, профессор кафедры «Строительство» Филиала Южно-Уральского государственного университета в городе Миассе.
Скончался 7 июня 2016 года в Миассе (Челябинская область, Россия).

## Награды и премии
- Орден Трудового Красного Знамени (1971 и 1978)
- Государственная премия СССР (1981)
- Медаль имени академика С. П. Королёва Федерации космонавтики России (1986)
- Медаль имени академика В. П. Макеева Федерации космонавтики России (1991)
- Премия имени В. П. Макеева (2000)